# Bitva u mysu svatého Jiří
Bitva u mysu sv. Jiří byla jednou z námořních bitev druhé světové války v Pacifiku mezi japonským a americkým námořnictvem, součást bitvy o Bougainville. Odehrála se v noci 26. listopadu 1943 u ostrova Buka v Šalomounově souostroví a byla to poslední bitva z dlouhé řady 15 bitev, která se na Šalomounových ostrovech odehrála.
1. listopadu začal v Zátoce císařovny Augusty na západním pobřeží ostrova Bougainville výsadek. Z 12 transportních lodí se začalo vyloďovat 14 000 mužů 3. divize americké námořní pěchoty pod velením generálmajora Turnage. Posledním z tzv. tokijských expresů, které na Bougainville přivážely japonské posily byl ten, který pod velením námořního kapitána Kagawy byl složen z torpédoborců Ónami, Makinami a transportních torpédoborců Amagiri, Júgiri a Uzuki na kterých bylo přepravováno 900 mužů na Bougainville.
Po úspěšném vylodění mužů i zásob se Japonci vraceli zpět do Rabaulu. Cestu jim však zkřížila skupina lodí pod velením námořního kapitána Burka, složená z torpédoborců Charles Ausburne, Claxton , Dyson, Converse a Spence. V 1:40 byl „tokijský expres“ zpozorován a byla na něho vystřelena torpéda. V tříhodinové bitvě byly torpédoborce Makinami a Júgiri potopeny dělostřeleckou palbou a torpédoborec Ónami torpédem. Tato bitva definitivně ukázala, že původní japonská převaha v nočních bitvách skončila a že nyní mají na vrch díky radaru Američané.